# 早春物語 (原田知世の曲)
「早春物語」（そうしゅんものがたり）は、1985年7月17日にリリースされた原田知世7枚目のシングルで、原田が主演し同年9月に公開された映画『早春物語』の主題歌。

## 概要
表題曲は、大村雅朗のアレンジによる三拍子の社交ダンス調の楽曲。赤川次郎原作で原田自身が主演を務めた映画『早春物語』の主題歌となった。同時期にオンエアされた森永製菓「ハイクラウンチョコレート」のCFソング、日本生命「ニッセイBIG・YOU」のCFソングとしても使用された。
本楽曲で原田は『第36回NHK紅白歌合戦』に初出場を果たす。
アルバム『PAVANE』『GARDEN』には、それぞれシングルとは異なるバージョンで収録された。作曲の中崎英也は、同年発売の自身のアルバム『一千一夜』で「逢いたくて (早春物語)」とタイトルを変更してセルフカバーを行っている。
B面曲「星のデジャ・ヴ」と共に、同映画のサウンドトラックに収録された。
シングルレコードは映画の公開日よりおよそ2か月早くリリースされており、初回プレス盤はクリア（透明）レコード仕様となっている。

## チャート成績
チャート最高順位は週間4位、オリコンチャートの登場週数は14週で、累計16.3万枚のセールスを記録した。

## 収録曲
| 全作詞: 康珍化、全編曲: 大村雅朗。 |                    |           |            |      |
| #                                  | タイトル           | 作詞      | 作曲       | 時間 |
| 1.                                 | 「早春物語」       | 康珍化    | 中崎英也   | 5:00 |
| 2.                                 | 「星のデジャ・ヴ」 | 康珍化    | 来生たかお | 3:40 |
| 合計時間:                          | 合計時間:          | 合計時間: | 8:40       |      |

## 別バージョン
- アルバム『PAVANE』（1985年11月28日、CBS・ソニー/Kadokawa Records） - 萩田光雄編曲。

## セルフカバー
- アルバム『GARDEN』（1992年8月21日、フォーライフ・レコード） - 中西俊博編曲。

### カバー
| 曲名     | アーティスト | 収録作品                          | 発売日        | 備考                     |
| -------- | ------------ | --------------------------------- | ------------- | ------------------------ |
| 早春物語 | 中崎英也     | シングル「逢いたくて (早春物語)」 | 1985年8月25日 | 作曲者によるセルフカバー |
| 早春物語 | 中崎英也     | アルバム『一千一夜』              | 1985年8月25日 | 作曲者によるセルフカバー |